# 리즈 심스
리즈 심스(Lise Simms, 1967년 3월 17일 ~ )는 미국의 배우, 가수, 댄서, 영화배우, 텔레비전 배우이다.
콜로라도주에서 태어났다.

## 영화
- 스노우 버디 (2008년)
- 필 오브 더 퓨쳐 (2004년)
- 마이 와이프 앤 키즈 (2001년)
- 오메가 코드 (1999년)
- 덴티스트 (1996년)
- 더 영 앤 더 레스트리스 (1973년)